# اونال آلپوغان
اونال آلپوغان (انگلیسی: Ünal Alpuğan؛ زادهٔ ۳ اوت ۱۹۷۳) بازیکن فوتبال اهل ترکیه است.
از باشگاه‌هایی که در آن بازی کرده‌است می‌توان به باشگاه فوتبال چای‌کار ریزه‌اسپور، باشگاه فوتبال شالکه ۰۴، و باشگاه فوتبال استانبول باشاک‌شهر اشاره کرد.